# Luca Ronconi
Pour les articles homonymes, voir Ronconi.
Luca Ronconi, né le 8 mars 1933 à Sousse en Tunisie et mort le 21 février 2015 à Milan, est un acteur et directeur italien de théâtre, et directeur d'opéra.

## Biographie
Après avoir passé sa jeunesse en Tunisie, où sa mère était enseignante, Luca Ronconi est diplômé en 1953 de l'Académie d'Art Dramatique de Rome. Il commence une carrière d'acteur dans diverses productions parmi lesquelles celles de  Luigi Squarzina, Orazio Costa, et Michelangelo Antonioni. En 1963 il met en scène sa première pièce et depuis se consacre presque exclusivement à la direction théâtrale ou lyrique.
Ronconi est considéré comme un des plus importants et influents directeurs de théâtre d'Europe. Il a travaillé avec des compagnies renommées telles que le Burgtheater de Vienne (Les Bacchantes d'Euripide, 1973; Les Oiseaux d'Aristophane, 1975; Orestie d'Eschyle, 1976), la Scala de Milan (La Walkyrie, 1974 et Siegfried, 1975 de Wagner; Don Carlos de Verdi, 1978, Les Troyens de Berlioz, 1980, avec Dunja Vejzovic pour Didon), le Wiener Staatsoper (Il viaggio a Reims de Rossini, 1988), le Rossini Opera Festival à Pesaro, et le Salzburger Festspiele (Les Géants de la montagne de Luigi Pirandello, 1994, Don Giovanni de Mozart, 1999).
Luca Ronconi se fait connaître du public français par sa mise en scène d'Orlando furioso d'après l'Arioste dans les dernières Halles de Baltard à Paris en 1970.
Ronconi dirige le Teatro stabile de Turin de 1989 à 1994. En 1998, à la suite du décès de Giorgio Strehler, il devient directeur artistique du Piccolo Teatro et dirige également l'école d’art dramatique fondée par Paolo Grassi et Giorgio Strehler qui fait partie intégrante du Piccolo.
En 1998, il a reçu le Prix Europe pour le théâtre.

## Comédien
- 1955 : Tre quarti di luna de Luigi Squarzina, mise en scène Giorgio Strehler, Piccolo Teatro Milan
- 1960 : La Congiura de Giorgio Prosperi, mise en scène Luigi Squarzina, Piccolo Teatro Milan

## Metteur en scène de théâtre
- 1968 : Richard III de William Shakespeare, Teatro Stabile Turin
- 1968 : Candelaio de Giordano Bruno, Teatro Quirino Rome
- 1969 : Orlando furioso, Festival des Deux Mondes Spolète

- 1970 : Orlando furioso de Ludovico Ariosto, Baltard Paris
- 1971 : La Tragedia del vendicatore de C. Tourneur, Teatro Eliseo Rome
- 1971 : XX, Théâtre de l'Odéon
- 1972 : La Petite Catherine de Heilbronn d'Heinrich von Kleist
- 1972 : Orestie d'Eschyle
- 1978 : Le Canard sauvage d'Henrik Ibsen

- Comédie de la séduction d'Arthur Schnitzler
- L’Affreux Pastis de la rue des Merles de Carlo Emilio Gadda
- Théorème de Giorgio Battistelli d'après Pier Paolo Pasolini
- Devila Roa d'Alessandro Baricco

- 1982 : Sainte Jeanne de George Bernard Shaw
- 1982 : Les Revenants d'Henrik Ibsen, Festival des Deux Mondes Spolète
- 1984 : Phèdre de Racine
- 1985 : La Sonate des spectres d'August Strindberg, Théâtre national de Strasbourg
- 1987 : Le Marchand de Venise de William Shakespeare, Théâtre national de l'Odéon
- 1987 : La serva amorosa de Carlo Goldoni, Théâtre Nanterre-Amandiers
- 1987 : La Morte innamorata de Fabio Glissenti, Théâtre Nanterre-Amandiers
- 1987 : Amor nello specchio de Giovan Battista Andreini, Théâtre Nanterre-Amandiers
- 1988 : Mirra de Vittorio Alfieri
- 1989 : L’Étrange Intermède d'Eugene O'Neill

- 1990 : L'Homme difficile d'Hugo von Hofmannsthal
- 1991 : Les Derniers Jours de l'humanité de Karl Kraus
- 1992 : Mesure pour mesure de William Shakespeare
- 1993 : Affabulazione de Pier Paolo Pasolini
- 1994 : Le Roi Lear de William Shakespeare
- 1994 : Venise sauvée de Simone Weil, Teatro Carignano Turin
- 1997 : Le deuil sied à Électre d'Eugene O'Neill
- 1998 : Ce soir on improvise de Luigi Pirandello, Théâtre National Dona Maria II Lisbonne, Odéon-Théâtre de l'Europe en 1999
- 1999 : Le Journal d'une femme de chambre d'Octave Mirbeau, Théâtre national de Strasbourg

- 2000 : La vie est un songe de Pedro Calderón de la Barca, Piccolo Teatro Milan
- 2000 : Le Songe d'August Strindberg, Piccolo Teatro Milan
- 2001 : Lolita de Vladimir Nabokov, Piccolo Teatro Milan
- 2001 : Les Deux Jumeaux vénitiens de Carlo Goldoni, Piccolo Teatro Milan
- 2001 : Le Phénix de Marina Tsvetaïeva, Piccolo Teatro Milan
- 2001 : Candelaio de Giordano Bruno, Piccolo Teatro Milan
- 2002 : Ce que savait Maisie d'Henry James, Piccolo Teatro Milan
- 2002 : Infinities de John D. Barrow, Piccolo Teatro Milan
- 2002 : Prométhée enchaîné d'Eschyle, Piccolo Teatro, Théâtre grec de Syracuse
- 2002 : Le Baccanti d'Euripide, Piccolo Teatro, Théâtre grec de Syracuse
- 2002 : Les Grenouilles d'Aristophane, Piccolo Teatro, Théâtre grec de Syracuse
- 2003 : Prométhée enchaîné d'Eschyle, Piccolo Teatro Milan
- 2004 : Dommage qu'elle soit une putain de John Ford, Piccolo Teatro Milan
- 2004 : Le Baccanti d'Euripide, Piccolo Teatro Milan
- 2004 : Memoriale da Tucidide d'Enzo Siciliano, Piccolo Teatro Milan
- 2004 : Les Grenouilles d'Aristophane, Piccolo Teatro Milan
- 2005 : Le Professeur Bernhardi d'Arthur Schnitzler, Piccolo Teatro Milan
- 2005 : Les Soldats de Jakob Michael Reinhold Lenz, Piccolo Teatro Milan
- 2006 : Lo specchio dell' diavolo
- 2007 : Troïlus et Cressida de William Shakespeare
- 2007 : L'Éventail de Carlo Goldoni, Piccolo Teatro Milan, Odéon-Théâtre de l'Europe
- 2007 : Inventato di sana pianta ovvero gli affari del barone Laborde de Hermann Broch, Piccolo Teatro Milan
- 2008 : Fahrenheit 451 de Ray Bradbury, Piccolo Teatro Milan
- 2008 : Le Songe d'une nuit d'été de William Shakespeare, Piccolo Teatro Milan
- 2009 : Juste la fin du monde de Jean-Luc Lagarce, Piccolo Teatro Milan
- 2009 : Le Marchand de Venise de William Shakespeare, Piccolo Teatro Milan

La Mouette (théâtre)
- 2010 : Beati anni del castigo de Fleur Jaeggy, Piccolo Teatro Milan
- 2011 : La Compagnie des hommes d'Edward Bond, Piccolo Teatro Milan

## Metteur en scène d'opéra
- 1970 : Carmen de Georges Bizet
- 1974 : La Walkyrie de Richard Wagner
- 1975 : Le Barbier de Séville de Gioachino Rossini, Théâtre national de l'Odéon
- 1977 : Nabucco de Giuseppe Verdi
- 1977 : Il trovatore de Giuseppe Verdi
- 1977 : Don Carlo de Giuseppe Verdi
- 1978 : Norma de Vincenzo Bellini
- 1979 : Das Rheingold de Richard Wagner

- 1980 : Macbeth de Giuseppe Verdi
- 1982 : La traviata de Giuseppe Verdi
- 1983 : Moïse et Pharaon de Gioachino Rossini, Opéra de Paris
- 1984 : Il viaggio a Reims de Gioachino Rossini, Pesaro, Rossini Opera Festival
- 1985 : Aida de Giuseppe Verdi
- 1985 : L'Orfeo de Luigi Rossi
- 1988 : Guillaume Tell de Gioachino Rossini, Teatro alla Scala, Milan
- 1988 : Fetonte de Niccolò Jommelli
- 1990 : Don Giovanni de Wolfgang Amadeus Mozart
- 1993 : L'Affaire Makropoulos de Leoš Janáček
- 1995 : The Turn of the Screw de Benjamin Britten
- 1997 : Tosca de Giacomo Puccini
- 1998 : L'Orfeo de Claudio Monteverdi
- 1998 : Il ritorno d'Ulisse in patria de Claudio Monteverdi
- 1999 : Lohengrin de Richard Wagner
- 1999 : Don Giovanni de Wolfgang Amadeus Mozart

- 2000 : L'incoronazione di Poppea de Claudio Monteverdi
- 2008 : Il Trittico de Giacomo Puccini

- 2010 : Il Tabarro, Suor Angelica, Gianni Schicchi de Giacomo Puccini, Opéra Bastille
- 2010 : Semiramide de Gioachino Rossini

## Prix Europe pour le théâtre - Premio Europa per il Teatro
En avril 1998, il a reçu le VIème Prix Europe pour le théâtre avec cette motivation :
Inlassable créateur de spectacles, maître de plusieurs générations d'acteurs et acteur lui-même, inventeur de nouveaux espaces et de nouvelles perspectives, Luca Ronconi a changé par son action et son influence la façon de faire et de percevoir le théâtre. Depuis près de 40 ans, son activité qui va du théâtre à l'opéra et à la télévision, poursuit sur des gammes disparates une ligne rigoureusement cohérente au service des textes, ne cessant de se remettre en question, refusant toute étiquette, au point que plus d'une fois sa quête de nouveaux modes de communication l'a amené à affronter des œuvres considérées comme "impossibles" à représenter et que l'on n'avait jamais mises en scène avant lui en raison du nombre des interprètes, de la durée des spectacles dépassant toute convention ou de l'usage insolite d'espaces fréquemment non théâtraux, voire de l'audace des machines à mettre en œuvre. Et que dire des renversements de l'interprétation formelle des classiques qu'il a pu se permettre grâce à son extraordinaire capacité d'analyse approfondie des textes?

Doté d'une rationalité jamais exempte d'ironie et d'un œil de voyant dans l'exploration du passé, Ronconi a réécrit au fur et à mesure l'histoire du théâtre, depuis la Grèce des origines à son époque favorite, le Baroque, depuis la cruauté élisabéthaine à la mise à nu de Goldoni, tout en révélant les clichés des livrets d'opéra, puis a procédé à l'analyse sensible d'Ibsen, à la relecture insistante de la Felix Austria. Ensuite, ayant illustré un cas d'application maniaque du naturalisme allemand, il est passé à la nouvelle dramaturgie en partant de Pasolini pour parvenir à la redécouverte du goût du récit précédemment victime des interprétations structuralistes, jusqu'à aboutir à sa mise en théâtre actuelle du roman, de Gadda à Dostoievsky. Cependant, dans chacune de ses approches, l'étude de la tradition lui sert de base afin de rétablir en d'autres termes le rapport entre l'auteur et ses spectateurs originels. Le Laboratorio di Prato, fondé et dirigé par lui dans les années 70, conserve une influence déterminante dans la formulation d'une méthode non réaliste de l'expression de l'auteur à qui il fournit un lieu d'exercice spatial contemporain.

## Prix et récompenses
- 1998 : Prix Europe pour le théâtre

## Décorations
- Commandeur de l'ordre des Arts et des Lettres Il est fait commandeur le 19 février 1993[4].